# Matteo Spinola
Matteo Spinola (Carpi, 9 novembre 1929 – Cetona, 1º giugno 2006) è stato un attore italiano.

## Biografia

### Carriera cinematografica
Esordisce nel cinema interpretando una parte nel film I misteri di Parigi di Fernando Cerchio. Nel 1956 ottiene un ruolo più importante in Londra chiama Polo Nord di Duilio Coletti e ne I miliardari di Guido Malatesta. Sono gli anni migliori, per lui: ancora con Malatesta, nel 1957, interpreta Aldo Savelli in El Alamein, poi nel 1958 gira Afrodite, dea dell'amore con Mario Bonnard, e nel 1959 chiude la carriera da attore con due film, Arriva la banda di Tanio Boccia e La Pica sul Pacifico di Roberto Bianchi Montero. Nel 1955 ha fatto parte del cast dello sceneggiato televisivo Piccole donne, diretto da Anton Giulio Majano, e nel 1957 di quelli di Jane Eyre, diretto ancora da Majano, e di Orgoglio e pregiudizio, diretto da Daniele D'Anza.  Negli anni cinquanta fa parte della Compagnia stabile del Teatro di via Manzoni, con la quale oltre che su palcoscenico lavora anche alla prosa radiofonica Rai e in televisione.

### La promozione del cinema
Alla fine degli anni cinquanta lascia la carriera artistica e inizia un sodalizio con Enrico Lucherini come addetto stampa e curatore del lancio promozionale di decine di pellicole cinematografiche, a partire da La ciociara diretto da Vittorio De Sica, con Sophia Loren. Negli anni settanta danno vita allo Studio Lucherini-Rossetti-Spinola. Negli anni ottanta diventa capo ufficio stampa di Reteitalia, la casa di produzione cinematografica e televisiva della Fininvest dove, dal 1989, ha come collaboratore Andrea David Quinzi che lo affiancherà per dieci anni nella promozione delle più importanti fiction realizzate in quegli anni per le reti del biscione come Il principe del deserto, Il ritorno di Sandokan e tante altre.
Tra il 1990 e il 1991 presenta su TMC, insieme a Enrico Lucherini, il programma di pettegolezzi e cronaca mondana C'era questo, c'era quello, dal titolo del libro autobiografico scritto alcuni anni prima proprio insieme a Lucherini per Mondadori: tra le vallette del programma, Ketty Mrazova e Maria Grazia Cucinotta. In quegli anni Spinola raggiunge il traguardo dei 1000 film curati come ufficio stampa nel corso della sua carriera. Nel 1999 è costretto a lasciare il suo ruolo di capo ufficio stampa Mediaset per profonde divergenze con i nuovi vertici milanesi dell'azienda. Nel 2004 presenta alla Mostra del cinema di Venezia, Colpi di luce, un documentario sul cinema realizzato insieme a Steve Della Casa e Francesca Calvelli. 

### Morte
Muore per un infarto nella sua casa di Cetona (Siena) il 1º giugno 2006.

## Vita privata
Fu per 40 anni compagno dello stilista Federico Forquet. 

## Filmografia
- Ragazze d'oggi, regia di Luigi Zampa (1955)
- Londra chiama Polo Nord, regia di Duilio Coletti (1956)
- I miliardari, regia di Guido Malatesta (1956)
- I misteri di Parigi, regia di Fernando Cerchio (1957)
- El Alamein, regia di Guido Malatesta (1957)
- Afrodite, dea dell'amore, regia di Mario Bonnard (1958)
- La Pica sul Pacifico, regia di Roberto Bianchi Montero (1959)
- Arriva la banda, regia di Tanio Boccia (1959)
- Neurose, regia di Rolf Thiele (1959)
- Il gatto, regia di Luigi Comencini (1977)
- Cercasi Gesù, regia di Luigi Comencini (1982)
- Colpi di luce, regia e sceneggiatura (2004)

## Prosa radiofonica Rai
- L'allodola, di Jean Anouilh, regia di Mario Ferrero, trasmessa il 12 marzo 1954.

## Prosa televisiva Rai
- Quella, di Cesare Giulio Viola, regia di Guglielmo Morandi, trasmessa il 6 dicembre 1957.
- Via della chiesa, di Lennox Robinson, regia di Daniele D'Anza, trasmessa il 3 luglio 1959.
- Jazz freddo, episodio di Aprite: polizia!, regia di Daniele D'Anza (1958)